# 꼬뚤레

꼬뚤레의 국기

꼬뚤레(ကော့သူးလေ,ကီၢ်သူလ့ၤ;는 미얀마의 카렌족이 1940년대 후반 카렌 분쟁이 시작된 이래로 건설하려고 했던 제안된 국가의 이름이다. 카툴레이는 현재 카인주와 대략 비슷하지만 카렌 인구가 있는 몬주, 바고 관구및 이라와디강 삼각주의 일부도 카렌국 연방과 같은 단체가 점유해 영유권을 주장하기도 했다. "카툴레이"라는 이름은 민족주의 지도자 쏘바우지가 전투에서 사망하기 전인 1949년 이 지역의 독립 선언에서 만들었다. 꼬뚤레는 로마자로 "Kaw-thu-lay"로 표기되며 마지막 음절은 "lay"를 "lea"로 바꿔 쓰는 경우도 있다. "Kaw-thu-lay"라는 이름은 버마 연방 정부가 1948년 헌법 초안에서 카레니족을 위한 자치 지역을 규정할 때 처음으로 사용했다.
꼬뚤레가 채택되기 전에 카렌족이 카인주라고 부르는 것을 나타내는 여러 다른 이름이 있었다. 1900년대 초 카렌 땅에 사용된 역사적 용어는 "녹색 땅"을 의미하는 까우라(Kaw Lah)였다. 꼬뚤레라는 이름이 채택된 이유는 불분명하다. 꼬뚤레는 카렌국을 지칭하는 데 사용되는 유일한 이름이 아니다. 포 카렌은 "간수선"이라는 문구를 사용한다. 이는 문자 그대로 "땅의 시원한 동굴"을 의미한다. 국기는 1974년에 채택되었다. 꼬뚤레의 정확한 의미는 카렌족 내부에서도 여러 논쟁이 있다.

## 같이 보기
- 카야족